# Fotogrammi d'argento alla miglior attrice cinematografica
I Fotogrammi d'argento alla miglior attrice cinematografica (Fotogramas de Plata a la mejor actriz de cine) è un premio annuale assegnato dalla rivista spagnola Fotogramas.

## Vincitori

### Anni 1980
- 1983: Esperanza Roy - Vida perra
- 1984: Amparo Soler Leal - Bearn o la sala de las muñecas
- 1985: Carmen Maura - Che ho fatto io per meritare questo? (¿Qué he hecho yo para merecer esto?)
- 1986: Victoria Abril - L'ora stregona (La hora bruja) e Padre Nuestro
- 1987: Ángela Molina - La metà del cielo (La mitad del cielo), El río de oro e Lola
- 1988: Victoria Abril - El lute, o cammina o schiatta (El lute: camina o revienta)
- 1989: Carmen Maura - Intrighi e piaceri a Baton Rouge (Baton Rouge) e Donne sull'orlo di una crisi di nervi (Mujeres al borde de un ataque de nervios)

### Anni 1990
- 1990: Victoria Abril - Se ti dico che sono caduto (Si te dicen que caí)
- 1991: Carmen Maura - ¡Ay Carmela!
- 1992: Marisa Paredes - Tacchi a spillo (Tacones lejanos)
- 1993: Ariadna Gil - Belle Époque
- 1994: Verónica Forqué - Kika - Un corpo in prestito (Kika) e Perché chiamarlo amore quando è solo sesso? (¿Por que lo llaman amor cuando quieren decir sexo?)
- 1995: Ana Belén - La passione turca (La pasión turca)
- 1996: Marisa Paredes - Il fiore del mio segreto (La flor de mi secreto)
- 1997: Emma Suárez - Il cane dell'ortolano (El perro del hortelano), Tierra e Tu nombre envenena mis sueños
- 1998: Ángela Molina - Carne trémula
- 1999: Penélope Cruz - La niña dei tuoi sogni (La niña de tus ojos)

### Anni 2000
- 2000: Cecilia Roth - Tutto su mia madre
- 2001: Carmen Maura - Carretera y manta, La comunidad - Intrigo all'ultimo piano (La comunidad) e El haren de Madame Osmane[3]
- 2002: Pilar López de Ayala - Giovanna la pazza (Juana La Loca)[4][5]
- 2003: Leonor Watling - A mia madre piacciono le donne (A mi madre le gustan las mujeres)[6]
- 2004: Laia Marull - Ti do i miei occhi (Te doy mis ojos)[7]
- 2005: Belén Rueda - Mare dentro (Mar adentro)[8]
- 2006: Candela Peña - Princesas[9]
- 2007: Penélope Cruz - Volver - Tornare (Volver)
- 2008: Belén Rueda - The Orphanage
- 2009: Maribel Verdú - Los girasoles ciegos[10]

### Anni 2010
- 2010: Penélope Cruz - Gli abbracci spezzati (Los abrazos rotos)[11]
- 2011: Elena Anaya - Room in Rome (Habitación en Roma)[12]
- 2012: Elena Anaya - La pelle che abito (La piel que habito)[13]
- 2013: Maribel Verdú - Blancanieves[14]
- 2014: Inma Cuesta - 3 bodas de màs
- 2015: Penélope Cruz - Ma ma - Tutto andrà bene (Ma ma)
- 2016: Bárbara Lennie - Magical Girl
- 2017: Emma Suárez - Julieta
- 2018: Juana Acosta - Perfectos desconocidos
- 2019: Penélope Cruz - Tutti lo sanno (Todos lo saben)[15]

### Anni 2020
- 2020[16]
  - Belén Cuesta - La trincea infinita (La trinchera infinita)
  - Greta Fernández - A Thief's Daughter (La hija de un ladrón)
  - Marta Nieto - Madre
- 2021[17]
  - Blanca Suárez - El verano que vivimos
  - Candela Peña - Il matrimonio di Rosa (La boda de Rosa)
  - Patricia López Arnaiz - Ane
- 2022[18]
  - Penélope Cruz - Madres paralelas
  - Blanca Portillo - Una donna chiamata Maixabel (Maixabel)
  - Begoña Vargas - Le leggi della frontiera (Las leyes de la frontera)
- 2023
  - Ester Expósito - Venus
  - Bárbara Lennie - Quando Dio imparò a scrivere (Los renglones torcidos de Dios)
  - Milena Smit - Libélulas
- 2024
  - Ana Torrent - Cerrar los ojos
  - Laia Costa - Un amor
  - Carolina Yuste - Saben aquell